# ETRC Digital Racing Challenge 2020

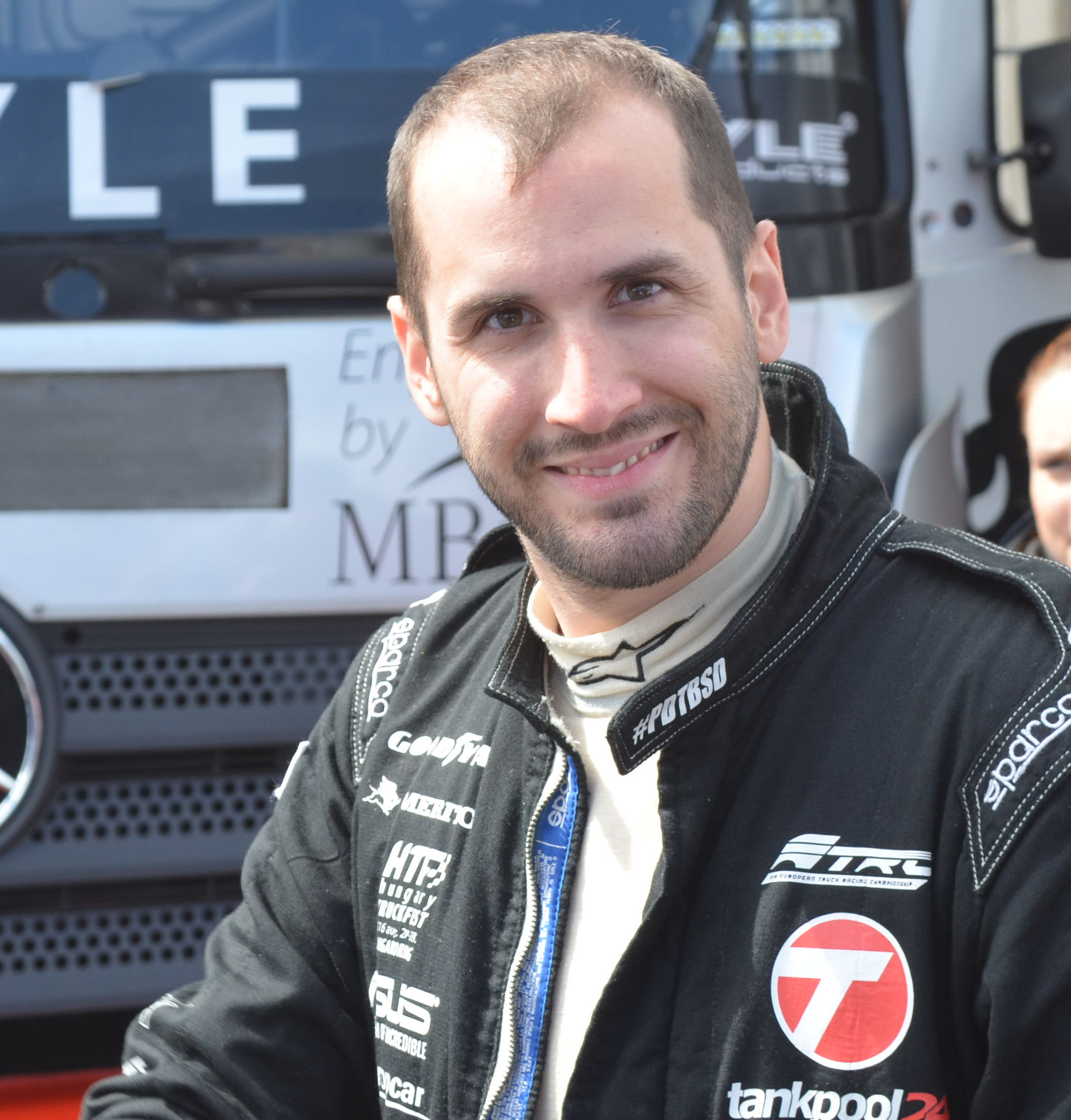
Norbert Kiss, campeón del ETRC Digital Racing Challenge 2020.

La Temporada 2020 del ETRC Digital Racing Challenge es la primera edición de dicho campeonato. Comenzó en mayo en el Circuito de Hungaroring (Hungría) y finalizzó en agosto en el Circuito del Jarama (España). Se trata de una competición digital que creó la ETRA (promotor del ETRC) para que los seguidores pudiesen disfrutar de las carreras de camiones durante la pandemia de COVID-19. Los participantes son los pilotos del campeonato, quienes utilizan el simulador Assetto Corsa.
A diferencia de los Grandes Premios reales, en esta competición sólo hay una sesión de entrenamientos libres, una sesión de clasificación con su SúperPole y dos carreras (una con los resultados de la SúperPole y la clasificación y otra con los resultados de la primera carrera, a excepción de los ocho primeros, que se invierten). Todo ello se corre en un solo día, los domingos.

## Equipos y pilotos
| Freightliner                              | Buggyra International Racing System | 20 | Téo Calvet              | Todas    |
| Freightliner                              | Buggyra International Racing System | 29 | Aliyaah Koloc           | 1-4, 6-7 |
| Freightliner                              | Buggyra International Racing System | 55 | Adam Lacko              | Todas    |
| Iveco                                     | Team Hahn Racing                    | 22 | Lukas Hahn              | 4-5      |
| MAN                                       | Anderson Racing                     | 23 | Jamie Anderson          | Todas    |
| MAN                                       | Heinrich-Clemens Hecker             | 25 | Heinrich-Clemens Hecker | 1-2, 4   |
| MAN                                       | Lion Truck Racing                   | 6  | Anthony Janiec          | 1-2      |
| MAN                                       | Reboconort Racing Truck Team        | 38 | José Eduardo Rodrigues  | 1-4      |
| MAN                                       | Révész TRT                          | 40 | Norbert Kiss            | Todas    |
| MAN                                       | SL Trucksport                       | 30 | Sascha Lenz             | Todas    |
| MAN                                       | T Sport Bernau                      | 2  | Antonio Albacete        | 1-4, 6-8 |
| MAN                                       | TOR Truck Racing                    | 17 | Shane Brereton          | 2-8      |
| Scania                                    | EK Truck Race                       | 15 | Erwin Kleinnagelvoort   | 1        |
| Pilotos cuyos puntos se dividen entre dos |                                     |    |                         |          |
| MAN                                       | Lion Truck Racing                   | 6  | Jonathan André          | 3-8      |
| MAN                                       | Heinrich-Clemens Hecker             | 25 | Frans Smit              | 5        |
| Scania                                    | EK Truck Race                       | 15 | Bjoern Tyhuis           | 3-8      |

## Calendario
| Ronda | Circuito                | Fecha        |
| ----- | ----------------------- | ------------ |
| 1     | Circuito de Hungaroring | 24 de mayo   |
| 2     | Circuito de Misano      | 8 de junio   |
| 3     | Autódromo Slovakia Ring | 21 de junio  |
| 4     | Nürburgring             | 28 de junio  |
| 5     | Autódromo de Most       | 5 de julio   |
| 6     | Circuito de Zolder      | 19 de julio  |
| 7     | Circuito de Bugatti     | 2 de agosto  |
| 8     | Circuito del Jarama     | 16 de agosto |

## Clasificaciones
Sistema de puntuación 
Todas las carreras del campeonato siguen este sistema de puntuación:
| Posición | 1º | 2º | 3º | 4º | 5º | 6º | 7º | 8º | 9º | 10º |
| Puntos   | 20 | 15 | 12 | 10 | 8  | 6  | 4  | 3  | 2  | 1   |

### Clasificación general del ETRC Digital Racing Challenge 2020
| Pos | Piloto                  | HUN | HUN | MIS | MIS | SVK | SVK | NUR | NUR | MOS | MOS | ZOL | ZOL | LMS | LMS | JAR | JAR | Pts       |
| --- | ----------------------- | --- | --- | --- | --- | --- | --- | --- | --- | --- | --- | --- | --- | --- | --- | --- | --- | --------- |
| 1º  | Norbert Kiss            | 1   | 1   | 1   | 1   | 1   | 1   | 1   | 2   | 1   | 1   | 2   | 5   | 1   | 1   | 1   | 2   | 293       |
| 2º  | Sascha Lenz             | 2   | 3   | 2   | 3   | 2   | 2   | 3   | 3   | 3   | 3   | 1   | 3   | 2   | 5   | 3   | 4   | 209       |
| 3º  | Téo Calvet              | 4   | 2   | 3   | 2   | 6   | 4   | 7   | 1   | 6   | 2   | 3   | 4   | 6   | 4   | 4   | 1   | 181       |
| 4º  | Antonio Albacete        | 5   | 4   | 7   | 4   | 8   | 5   | 13  | 7   |     |     | 4   | 8   | 4   | 3   | 5   | 3   | 102       |
| 5º  | Jamie Anderson          | 9   | 7   | 5   | 5   | 9   | 7   | 6   | Ret | 7   | Ret | 8   | 1   | 5   | 6   | 8   | 8   | 81        |
| 6º  | Jonathan André          |     |     |     |     | 3   | 3   | 2   | 5   | 4   | 7   | 7   | 2   | 3   | 2   | 2   | 5   | 65 (130)  |
| 7º  | Adam Lacko              | 6   | Ret | 6   | 9   | 7   | 8   | 11  | 10  | 8   | 6   | 6   | 7   | 9   | 10  | 6   | 7   | 54        |
| 8º  | José Eduardo Rodrigues  | 7   | 6   | 9   | 8   | 4   | 9   | 5   | Ret |     |     |     |     |     |     |     |     | 35        |
| 9º  | Bjoern Tyhuis           |     |     |     |     | 5   | 6   | 8   | 6   | 5   | 5   | 5   | 6   | 8   | 9   | 7   | 6   | 34 (68)   |
| 10º | Anthony Janiec          | 3   | 5   | 4   | Ret |     |     |     |     |     |     |     |     |     |     |     |     | 30        |
| 11º | Lukas Hahn              |     |     |     |     |     |     | 4   | 4   | 2   | 4   |     |     |     |     |     |     | 22.5 (45) |
| 12º | Aliyaah Koloc           | 8   | Ret | 8   | 6   | 11  | 11  | 12  | 11  |     |     | 9   | 9   | Ret | 8   |     |     | 19        |
| 13º | Shane Brereton          |     |     | 11  | 10  | 10  | 10  | 10  | 8   | 9   | DNS | 10  | 10  | 7   | 7   | DNS | DNS | 19        |
| 14º | Heinrich-Clemens Hecker | Ret | 8   | 10  | 7   |     |     | 9   | 9   |     |     |     |     |     |     |     |     | 12        |
| 15º | Erwin Kleinnagelvoort   | 10  | 9   |     |     |     |     |     |     |     |     |     |     |     |     |     |     | 3         |
| 16º | Frans Smit              |     |     |     |     |     |     |     |     | 10  | 8   |     |     |     |     |     |     | 2 (4)     |
| Pos | Piloto                  | HUN | HUN | MIS | MIS | SVK | SVK | NUR | NUR | MOS | MOS | ZOL | ZOL | LMS | LMS | JAR | JAR | Pts       |

 Notas 
Entre los pilotos con la misma cantidad de puntos, el orden se establece según la mejor posición de llegada. Si dos pilotos o más tienen la misma posición de llegada, queda delante quien la tenga más veces. Si el empate persiste, se desempata con la segunda mejor posición de llegada, y así sucesivamente.
En la segunda carrera de Most, Shane Brereton empezó la carrera pero, a los cinco minutos, hubo una bandera roja. Como no participó en el segundo inicio de carrera, tras la bandera roja, se considera que tiene un DNS.